# Deutsche Reichsbahn

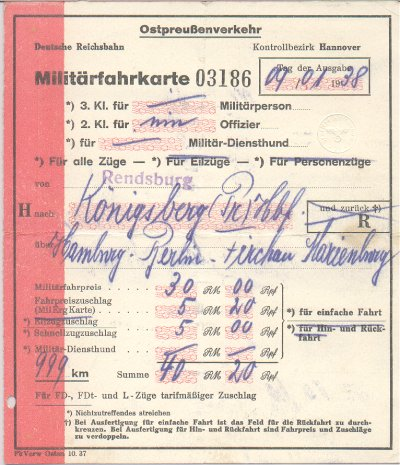
Билет Рейхсбана образца 1938 года для военных (от Рендсбурга до Кёнигсберга).

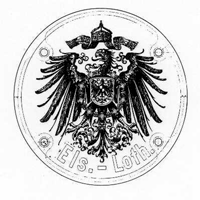
Герб Императорской железной дороги в Эльзас-Лотарингии.

Германская имперская железная дорога (нем. Deutsche Reichsbahn) — железнодорожная организация Германской империи до 1949 года, когда в ФРГ была создана Deutsche Bundesbahn, а в ГДР аналогичная компания сохранила название Deutsche Reichsbahn.

## История
Первая железнодорожная компания Германской империи была основана в 1871 году в Страсбурге в провинции Эльзас-Лотарингия, после того как эта область перешла во владение от Франции к Германии. Называлась она тогда Императорская генеральная дирекция железных дорог в Эльзас-Лотарингии (нем. Kaiserliche General-Direktion der Eisenbahnen in Elsass-Lothringen).
Согласно Веймарской конституции от 11 августа 1919 года последовал государственный договор от 1 апреля 1920 года, послуживший основой для создания железных дорог Веймарской республики — Рейхсбан. Была основана в 1920 году как Deutsche Reichseisenbahnen, когда в Веймарской республике (офиц. Deutsches Reich — «Германский рейх» — отсюда использование «Рейх» в названии) были взяты под национальный контроль железные дороги, ранее запущенные в государствах, входивших в состав Германской империи. В 1924 году он был реорганизован под эгидой Deutsche Reichsbahn-Gesellschaft (DRG) — номинально частной железнодорожной компании, на 100 % принадлежавшей немецкому государству.

## Управление и структура
Высший орган с 1924 года — административный совет (Verwaltungsrat), исполнительный орган — правление (Vorstand), высшее должностное лицо — генеральный директор (Generaldirektor)
Территориально делилась на имперские железнодорожные дирекции
- Имперская железнодорожная дирекция Кёнигсберг (Reichsbahndirektion Königsberg), Свободное Государство Пруссия, Провинция Восточная Пруссия
- Имперская железнодорожная дирекция Штеттин (Reichsbahndirektion Stettin), Свободное Государство Пруссия, Провинция Померания
- Имперская железнодорожная дирекция Бреслау (Reichsbahndirektion Breslau), Свободное Государство Пруссия, Провинция Нижняя Силезия
- Имперская железнодорожная дирекция Оппельн (Reichsbahndirektion Oppeln), Свободное Государство Пруссия, Провинция Верхняя Силезия
- Имперская железнодорожная дирекция Восток (Reichsbahndirektion Osten), Свободное Государство Пруссия, Провинция Бранденбург, Административный округ Франкфурт
- Имперская железнодорожная дирекция Берлин (Reichsbahndirektion Berlin), Свободное Государство Пруссия, Большой Берлин и Провинция Бранденбург, Административный округ Потсдам
- Имперская железнодорожная дирекция Эрфурт (Reichsbahndirektion Erfurt), Свободное Государство Пруссия, Провинция Саксония, Административный округ Эрфурт
- Имперская железнодорожная дирекция Магдебург (Reichsbahndirektion Magdeburg), Свободное Государство Пруссия, Провинция Саксония, Административный округ Магдебург
- Имперская железнодорожная дирекция Галле (Reichsbahndirektion Halle), Свободное Государство Пруссия, Провинция Саксония, Административный округ Галле
- Имперская железнодорожная дирекция Альтона (Reichsbahndirektion Altona), Свободное Государство Пруссия, Провинция Шлезвиг-Гольштейн
- Имперская железнодорожная дирекция Ганновер (Reichsbahndirektion Hannover), Свободное Государство Пруссия, Провинция Ганновер
- Имперская железнодорожная дирекция Мюнстер (Reichsbahndirektion Münster), Свободное Государство Пруссия, Провинция Вестфалия
- Имперская железнодорожная дирекция Эльбенфельд (Reichsbahndirektion Elberfeld), Свободное Государство Пруссия, Рейнская провинция, Административный округ Дюссельдорф
- Имперская железнодорожная дирекция Эссен (Reichsbahndirektion Essen), Свободное Государство Пруссия, Рейнская Провинция, Административный округ Дюссельдорф
- Имперская железнодорожная дирекция Кёльн (Reichsbahndirektion Köln), Свободное Государство Пруссия, Рейнская провинция, Административный округ Кёльн
- Имперская железнодорожная дирекция Трир (Reichsbahndirektion Trier), Свободное Государство Пруссия, Рейнская Провинция, Административный округ Трир
- Имперская железнодорожная дирекция Франкфурт-на-Майне (Reichsbahndirektion Frankfurt/Main), Свободное Государство Пруссия, Провинция Гессен-Нассау, Административный округ Висбаден
- Имперская железнодорожная дирекция Кассель (Reichsbahndirektion Kassel), Свободное Государство Пруссия, Провинция Гессен-Нассау, Административный округ Кассель
- Имперская железнодорожная дирекция Шверин (Reichsbahndirektion Schwerin), Свободное Государство Мекленбург-Шверин
- Имперская железнодорожная дирекция Дрезден (Reichsbahndirektion Dresden), Свободное Государство Саксония
- Имперская железнодорожная дирекция Ольденбург (Reichsbahndirektion Oldenburg), Свободное Государство Ольденбург
- Имперская железнодорожная дирекция Майнц (Reichsbahndirektion Mainz), Свободное Государство Гессен
- Имперская железнодорожная дирекция Карлсруе (Reichsbahndirektion Karlsruhe), Республика Баден
- Имперская железнодорожная дирекция Штутгарт (Reichsbahndirektion Stuttgart), Народное Государство Вюртемберг
- Имперская железнодорожная дирекция Аугсбург (Reichsbahndirektion Augsburg), Свободное Государство Бавария, Район Швабия и Нойбург
- Имперская железнодорожная дирекция Людвигсхафен (Reichsbahn direktion Ludwigshafen), Свободное Государство Бавария, Район Пфальц
- Имперская железнодорожная дирекция Мюнхен (Reichsbahndirektion München), Свободное Государство Бавария, Район Верхняя Бавария
- Имперская железнодорожная дирекция Нюрнберг (Reichsbahndirektion Nürnberg), Свободное Государство Бавария, Район Средняя Франкония
- Имперская железнодорожная дирекция Регенсбург (Reichsbahndirektion Regensburg), Свободное Государство Бавария, Район Верхний Пфальц и Регенсбург
- Имперская железнодорожная дирекция Вюрцбург (Reichsbahndirektion Würzburg), Свободное Государство Бавария, Район Нижняя Франкония и Ашаффенбург)

## Тяговый подвижной состав
- Паровоз XII H2
- Henschel Wegmann Zug